# بتسغروف (بيدفوردشير)
بتسغروف (بالإنجليزية: Potsgrove)‏ هي قرية وأبرشية مدنية تقع في المملكة المتحدة في إنجلترا. يقدر عدد سكانها بـ 44 نسمة .